# 애플 A16
애플 A16 바이오닉(Apple A16 Bionic)은 애플이 설계하고 TSMC가 제조한 64비트ARM 기반 단일 칩 시스템(SoC)이다. 아이폰 14 프로 및 14 프로 맥스, 15 및 15 플러스, 아이패드 (11세대)에 사용된다.

## 디자인
애플 A16 바이오닉은 애플이 디자인한 64비트 6코어 CPU로 ARMv8.6-A(v8.6의 SM4는 없지만 HCX가 적용)를 구현하고 있으며, 아이폰 14의 I15 프로세서와 유사한 디자인으로 @3,46GHz의 "에베레스트" 고성능 코어 2개와 @2,02GHz의 에너지 효율적인 코어 4개를 가지고 있다. 애플은 A16이 경쟁 제품보다 약 40% 빠르며, 새로운 효율성 코어를 가지고 있다고 주장하는데, 그들의 큰 장점은 시장에 있는 다른 전화기의 최고 효율성 코어의 3분의 1의 전력을 사용한다는 것이다.
A16은 160억 개의 트랜지스터를 포함하고 있는데, 이는 A15의 트랜지스터 수인 150억 개보다 6.7% 증가한 수치이다. 뉴럴 엔진(Neural Engine)으로 알려진 16개의 코어를 갖춘 향상된 전용 신경망, 향상된 계산 사진 기능을 갖춘 새로운 이미지 프로세서(ISP), 애플이 "디스플레이 엔진(Display Engine)"이라고 부르는 화면 관련 기능을 처리하기 위한 새로운 모듈을 포함한다.
애플은 아이폰14 출시 행사에서 A16칩을 스마트폰 최초의 4nm 프로세서라고 선전했고, 일부 뉴스 매거진은 이 같은 내용을 복제했다. N4는 TSMC의 N5 기술의 3세대 버전으로 제조된다. "N4"는 동일한 5nm 제품군(N5 및 N5P)의 이전 제품에 비해 성능, 전력 및 밀도가 향상된 사실상의 5nm 제조 공정이다.

## GPU 및 메모리
A16은 애플이 설계한 5코어 GPU를 통합하는데, A15의 GPU와 비교했을 때 50% 더 많은 메모리 대역폭과 결합되었다고 한다.
메모리는 50% 더 높은 대역폭과 7% 더 빠른 초당 17조 번의 작동(TOPS)이 가능한 16코어 신경 엔진을 위해 LPDDR5로 업그레이드됐다. 이에 비해 A15의 신경 엔진은 15.8 TOPS가 가능했다. 그러나 A16은 여전히 이전 버전인 6GB에서 사용할 수 있는 동일한 양의 RAM과 쌍을 이루고 있다.

## ISP 및 디스플레이 엔진
A16 칩에서 발견된 새로운 이미지 프로세서(ISP)는 컴퓨터 사진 기능을 향상시켰다. 사진당 최대 4조 개의 작업을 수행할 수 있는 고해상도 이미지 센서를 처리하도록 설계되었다.
디스플레이 엔진은 애플 A 시리즈의 첫 번째 제품이다. 더 나은 기능인 "항상 디스플레이" 기능을 가능하게 하고, 1Hz 리프레시 레이트, 디스플레이의 더 높은 피크 밝기, 장치 디스플레이에서 그래픽과 이미지의 렌더링에서 거친 가장자리를 매끄럽게 하는 향상된 앤티앨리어싱 기술과 같은 다른 작업을 처리한다.

## 애플 A16 바이오닉을 채용한 제품
- 아이폰 14 프로 및 14 프로 맥스
- 아이폰 15 및 15 플러스

## 같이 보기
- 애플 실리콘